# Wikipedia en guaraní
La Wikipedia en guaraní (Vikipetã) es la versión en idioma guaraní de Wikipedia, es la tercera versión de Wikipedia en un idioma indígena del continente americano, después de las Wikipedias en quechua y aimara.

## Historia
Fue iniciada en 2005. La traducción al guaraní fue posible gracias a la colaboración del lituano Šarūnas Šimkus y del paraguayo David Galeano Olivera.
En diciembre de 2012, Wikimedia Argentina publicó un cuadernillo, «Vikipetã mbo’eha kotýpe», dedicado a esta versión de la enciclopedia virtual.

### Cantidad de artículos
En el 2009, la Wikipedia en Guaraní llegó a los 1000 artículos, y en el 2013, a los 3000. En enero de 2023, la Wikipedia en guaraní alcanzó 5000 artículos y logró superar a la Wikipedia en aimara, posicionándose como la Wikipedia N° 206 con más artículos y la tercera Wikipedia en una lengua indígena de América con más artículos, por detrás de las Wikipedia en Quechua y la Wikipedia en náhuatl.
Esta versión de la enciclopedia contiene actualmente la cifra de 5895 artículos; tiene 20 637 usuarios, de los cuales 36 son activos.